# Paraguay en la Copa Mundial de Fútbol de 2002
La selección de Paraguay fue uno de los 32 equipos participantes en la Copa Mundial de Fútbol de 2002, torneo que se llevó a cabo del 31 de mayo al 30 de junio en Corea del Sur y Japón.

## Clasificación
En esta edición, ya participaron las diez selecciones de la CONMEBOL (en la anterior Brasil no había participado, ya que estaba clasificada directamente por ser el campeón del Mundial anterior -EE. UU 1994-), y continuando el sistema todos contra todos implementado desde las eliminatorias rumbo a Francia 1998. Estas eliminatorias se llevaron a cabo entre marzo del año 2000 hasta noviembre de 2001. 
Luego de cuatro años, la Selección, con el uruguayo Sergio Markarián de entrenador, clasificó (ya en la penúltima fecha) por segunda vez consecutiva para la Copa Mundial de Corea-Japón 2002, al ocupar el cuarto lugar en las clasificatorias sudamericanas, detrás de Argentina, Ecuador y Brasil; consiguiendo tal proesa por primera vez en su historia, la de clasificar a dos mundiales seguidos.
Sin embargo, tras las inesperadas derrotas sufridas, como visitante por 1-3 ante la débil Venezuela, y como local por 0-4 ante Colombia en la última fecha de la competencia (estando ya clasificado de antemano), la Asociación Paraguaya de Fútbol decidió destituir al entrenador uruguayo (quien dirigió entre septiembre de 1999 a noviembre de 2001) y en su reemplazo contrató al italiano Cesare Maldini, para dirigir a la Albirroja en el Mundial, quien este último ya había dirigido a la selección de Italia en el mundial anterior.

### Primera ronda
| Fecha                   | Lugar        |           |                      | Resultado |                      |           |
| ----------------------- | ------------ | --------- | -------------------- | --------- | -------------------- | --------- |
| 29 de marzo de 2000     | Lima         | Perú      | Bandera de Perú      | 2:0 (0:0) | Bandera de Paraguay  | Paraguay  |
| 26 de abril de 2000     | Asunción     | Paraguay  | Bandera de Paraguay  | 1:0 (1:0) | Bandera de Uruguay   | Uruguay   |
| 3 de junio de 2000      | Asunción     | Paraguay  | Bandera de Paraguay  | 3:1 (2:0) | Bandera de Ecuador   | Ecuador   |
| 29 de junio de 2000     | Santiago     | Chile     | Bandera de Chile     | 3:1 (2:0) | Bandera de Paraguay  | Paraguay  |
| 18 de julio de 2000     | Asunción     | Paraguay  | Bandera de Paraguay  | 2:1 (1:0) | Bandera de Brasil    | Brasil    |
| 27 de julio de 2000     | La Paz       | Bolivia   | Bandera de Bolivia   | 0:0       | Bandera de Paraguay  | Paraguay  |
| 16 de agosto de 2000    | Buenos Aires | Argentina | Bandera de Argentina | 1:1 (0:0) | Bandera de Paraguay  | Paraguay  |
| 2 de septiembre de 2000 | Asunción     | Paraguay  | Bandera de Paraguay  | 3:0 (3:0) | Bandera de Venezuela | Venezuela |
| 7 de octubre de 2000    | Bogotá       | Colombia  | Bandera de Colombia  | 0:2 (0:1) | Bandera de Paraguay  | Paraguay  |

### Segunda ronda
| Fecha                   | Lugar          |           |                             | Resultado |                      |           |
| ----------------------- | -------------- | --------- | --------------------------- | --------- | -------------------- | --------- |
| 15 de noviembre de 2000 | Asunción       | Paraguay  | Bandera de Paraguay         | 5:1 (3:0) | Bandera de Perú      | Perú      |
| 28 de marzo de 2001     | Montevideo     | Uruguay   | Bandera de Uruguay          | 0:1 (0:0) | Bandera de Paraguay  | Paraguay  |
| 28 de abril de 2001     | Quito          | Ecuador   | Bandera de Ecuador          | 2:1 (1:1) | Bandera de Paraguay  | Paraguay  |
| 2 de junio de 2001      | Asunción       | Paraguay  | Bandera de Paraguay         | 1:0 (0:0) | Bandera de Chile     | Chile     |
| 15 de agosto de 2001    | Río de Janeiro | Brasil    | Bandera de Brasil           | 2:0 (1:0) | Bandera de Paraguay  | Paraguay  |
| 5 de septiembre de 2001 | Asunción       | Paraguay  | Bandera de Paraguay         | 5:1 (2:1) | Bandera de Bolivia   | Bolivia   |
| 7 de octubre de 2001    | Asunción       | Paraguay  | Bandera de Paraguay         | 2:2 (0:0) | Bandera de Argentina | Argentina |
| 8 de noviembre de 2001  | San Cristóbal  | Venezuela | Bandera de Venezuela (1930) | 3:1 (3:1) | Bandera de Paraguay  | Paraguay  |
| 14 de noviembre de 2001 | Asunción       | Paraguay  | Bandera de Paraguay         | 0:4 (0:2) | Bandera de Colombia  | Colombia  |

### Posiciones
| Equipo       | Pts | PJ | PG | PE | PP | GF | GC | Dif |
| ------------ | --- | -- | -- | -- | -- | -- | -- | --- |
| 1. Argentina | 43  | 18 | 13 | 4  | 1  | 42 | 15 | +27 |
| 2. Ecuador   | 31  | 18 | 9  | 4  | 5  | 23 | 20 | +3  |
| 3. Brasil    | 30  | 18 | 9  | 3  | 6  | 31 | 17 | +14 |
| 4. Paraguay  | 30  | 18 | 9  | 3  | 6  | 29 | 23 | +6  |
| 5. Uruguay   | 27  | 18 | 7  | 6  | 5  | 19 | 13 | +6  |
| 6. Colombia  | 27  | 18 | 7  | 6  | 5  | 20 | 15 | +5  |
| 7. Bolivia   | 18  | 18 | 4  | 6  | 8  | 21 | 33 | -12 |
| 8. Perú      | 16  | 18 | 4  | 4  | 10 | 14 | 25 | -11 |
| 9. Venezuela | 16  | 18 | 5  | 1  | 12 | 18 | 44 | -26 |
| 10. Chile    | 12  | 18 | 3  | 3  | 12 | 15 | 27 | -12 |

| L\V                  | Bandera de Argentina | Bandera de Bolivia | Bandera de Brasil | Bandera de Chile | Bandera de Colombia | Bandera de Ecuador | Bandera de Paraguay | Bandera de Perú | Bandera de Uruguay | Bandera de Venezuela |
| Bandera de Colombia  |                      | 1:0                | 2:1               | 4:1              | 3:0                 | 2:0                | 1:1                 | 2:0             | 2:1                | 5:0                  |
| Bandera de Bolivia   | 3:3                  |                    | 3:1               | 1:0              | 1:1                 | 1:5                | 0:0                 | 1:0             | 0:0                | 5:0                  |
| Bandera de Brasil    | 3:1                  | 5:0                |                   | 2:0              | 1:0                 | 3:2                | 2:0                 | 1:1             | 1:1                | 3:0                  |
| Bandera de Chile     | 0:2                  | 2:2                | 3:0               |                  | 0:1                 | 0:0                | 3:1                 | 1:1             | 0:1                | 0:2                  |
| Bandera de Argentina | 1:3                  | 2:0                | 0:0               | 3:1              |                     | 0:0                | 0:2                 | 0:1             | 1:0                | 3:0                  |
| Bandera de Ecuador   | 0:2                  | 2:0                | 1:0               | 1:0              | 0:0                 |                    | 2.1                 | 2:1             | 1:1                | 2:0                  |
| Bandera de Paraguay  | 2:2                  | 5:1                | 2:1               | 1:0              | 0:4                 | 3:1                |                     | 5:1             | 1:0                | 3.0                  |
| Bandera de Perú      | 1:2                  | 1:1                | 0:1               | 3:1              | 0:1                 | 1:2                | 2.0                 |                 | 0:2                | 1:0                  |
| Bandera de Uruguay   | 1:1                  | 1:0                | 1:0               | 2:1              | 1:1                 | 4:0                | 0:1                 | 0:0             |                    | 3:1                  |
| Bandera de Venezuela | 0:4                  | 4:2                | 0:6               | 0:2              | 2:2                 | 1:2                | 3:1                 | 3:0             | 2:0                |                      |

### Evolución de posiciones
| País/Fecha | 1 | 2 | 3 | 4 | 5 | 6 | 7 | 8 | 9 | 10 | 11 | 12 | 13 | 14 | 15 | 16 | 17 | 18 |
| ---------- | - | - | - | - | - | - | - | - | - | -- | -- | -- | -- | -- | -- | -- | -- | -- |
| Paraguay   | 8 | 6 | 3 | 5 | 3 | 4 | 5 | 5 | 3 | 3  | 2  | 2  | 2  | 2  | 2  | 2  | 2  | 4  |

## Preparación

### Partidos previos
La selección paraguaya en el año 2002, luego de haber clasificado al Mundial de Corea-Japón, disputó varios partidos amistosos de cara a prepararse para el Mundial de ese año.
| Fecha                 | Lugar           | Competición |            |                       | Resultado |                     |          |
| --------------------- | --------------- | ----------- | ---------- | --------------------- | --------- | ------------------- | -------- |
| 13 de febrero de 2002 | Ciudad del Este | Amistoso    | Paraguay   | Bandera de Paraguay   | 2:2 (1:2) | Bandera de Bolivia  | Bolivia  |
| 26 de marzo de 2002   | Londres         | Amistoso    | Nigeria    | Bandera de Nigeria    | 1:1 (0:1) | Bandera de Paraguay | Paraguay |
| 17 de abril de 2002   | Liverpool       | Amistoso    | Inglaterra | Bandera de Inglaterra | 4:0 (1:0) | Bandera de Paraguay | Paraguay |
| 17 de mayo de 2002    | Estocolmo       | Amistoso    | Suecia     | Bandera de Suecia     | 1:2 (0:2) | Bandera de Paraguay | Paraguay |

## Plantel
*Obs.:Datos corresponden a situación previo al inicio del torneo (mayo de 2002)
| N.º | Nombre                  | Dep | Posición      | Edad | Club                 |
| --- | ----------------------- | --- | ------------- | ---- | -------------------- |
| 1   | José Luis Chilavert     |     | Arquero       | 36   | Racing Estrasburgo   |
| 2   | Francisco Arce          |     | Defensa       | 31   | Palmeiras            |
| 3   | Pedro Sarabia           |     | Defensa       | 26   | Jaguares de Chiapas  |
| 4   | Carlos Gamarra          |     | Defensa       | 31   | AEK Atenas           |
| 5   | Celso Ayala             |     | Defensa       | 31   | River Plate          |
| 6   | Estanislao Struway      |     | Mediocampista | 33   | Libertad             |
| 7   | Richart Báez            |     | Delantero     | 26   | Olimpia              |
| 8   | Guido Alvarenga         |     | Mediocampista | 31   | León                 |
| 9   | Roque Santa Cruz        |     | Delantero     | 20   | Bayern de Múnich     |
| 10  | Roberto Acuña           |     | Mediocampista | 30   | Real Zaragoza        |
| 11  | Jorge Luis Campos       |     | Delantero     | 31   | Universidad Católica |
| 12  | Justo Villar            |     | Arquero       | 24   | Libertad             |
| 13  | Carlos Humberto Paredes |     | Mediocampista | 25   | Porto                |
| 14  | Diego Gavilán           |     | Mediocampista | 22   | Tecos                |
| 15  | Carlos Bonet            |     | Mediocampista | 24   | Libertad             |
| 16  | Gustavo Morínigo        |     | Mediocampista | 25   | Libertad             |
| 17  | Juan Carlos Franco      |     | Defensa       | 29   | Olimpia              |
| 18  | Julio César Cáceres     |     | Defensa       | 22   | Olimpia              |
| 19  | Daniel Sanabria         |     | Defensa       | 25   | Libertad             |
| 20  | José Saturnino Cardozo  |     | Delantero     | 31   | Toluca               |
| 21  | Denis Caniza            |     | Defensa       | 27   | Santos Laguna        |
| 22  | Ricardo Tavarelli       |     | Arquero       | 31   | Olimpia              |
| 23  | Nelson Cuevas           |     | Delantero     | 22   | River Plate          |
| DT  | Cesare Maldini          |     |               | 70   |                      |

## Participación
- Los horarios corresponden a la hora local de Corea del Sur y Japón (UTC+9).

### Partidos
| Fecha       | Lugar    | Instancia        |           |                      | Resultado |                      |           |
| ----------- | -------- | ---------------- | --------- | -------------------- | --------- | -------------------- | --------- |
| 2 de junio  | Busan    | Fase de grupos   | Paraguay  | Bandera de Paraguay  | 2:2 (1:0) | Bandera de Sudáfrica | Sudáfrica |
| 7 de junio  | Jeonju   | Fase de grupos   | España    | Bandera de España    | 3:1 (0:1) | Bandera de Paraguay  | Paraguay  |
| 12 de junio | Seogwipo | Fase de grupos   | Eslovenia | Bandera de Eslovenia | 1:3 (1:0) | Bandera de Paraguay  | Paraguay  |
| 15 de junio | Seogwipo | Octavos de final | Alemania  | Bandera de Alemania  | 1:0 (0:0) | Bandera de Paraguay  | Paraguay  |

### Fase de grupos - Grupo B
Paraguay cayó en el Grupo B de la Copa del Mundo 2002, conformando grupo con la selección de España nuevamente (al igual que en Francia 1998), con Sudáfrica y Eslovenia.
En éste, Sudáfrica fue su primer rival, con el que igualó 2-2 con goles de Roque Santa Cruz y Francisco Arce; ocurrido el 2 de junio de 2002 en el Estadio Asiad Main de Busán. En el segundo juego, Paraguay perdió ante España por 1-3, el día 7 de junio y con el cual el seleccionado español se vengaría de la eliminación anterior a manos de la albirroja en la primera ronda de Francia 98. El único tanto albirrojo lo marcaría Carles Puyol en contra de su valla.
Finalmente, al igual que en el mundial anterior, necesitaba ganar para pasar de ronda, y así nuevamente se repetía la historia al derrotar a Eslovenia por 3-1 el 12 de junio, con dos tantos de Nelson "Pipino" Cuevas y otro de Jorge Luis Campos, arribando a la segunda ronda (octavos de final), por tercera ocasión en su historia. 
| Selección | Pts | PJ | PG | PE | PP | GF | GC | Dif |
| --------- | --- | -- | -- | -- | -- | -- | -- | --- |
| España    | 9   | 3  | 3  | 0  | 0  | 9  | 4  | 5   |
| Paraguay  | 4   | 3  | 1  | 1  | 1  | 6  | 6  | 0   |
| Sudáfrica | 4   | 3  | 1  | 1  | 1  | 5  | 5  | 0   |
| Eslovenia | 0   | 3  | 0  | 0  | 3  | 2  | 7  | −5  |

|  | Clasificados a los octavos de final. |

#### Paraguay vs. Sudáfrica
| 2 de junio, 16:30 | Paraguay                  | 2:2 (1:0) | Sudáfrica                             | Estadio Asiad, Busan                                     |                                                          |
|                   | Santa Cruz 39' · Arce 55' | Reporte   | T. Mokoena 63' · Fortune 90+1' (pen.) | Asistencia: 25 186 espectadores Árbitro(s): Ľuboš Micheľ | Asistencia: 25 186 espectadores Árbitro(s): Ľuboš Micheľ |

| 22         | Guardameta     | Ricardo Tavarelli   |     |
| 2          | Defensa        | Francisco Arce      |     |
| 4          | Defensa        | Carlos Gamarra      |     |
| 5          | Defensa        | Celso Ayala         |     |
| 18         | Defensa        | Julio César Cáceres |     |
| 21         | Defensa        | Denis Caniza        |     |
| 6          | Centrocampista | Estanislao Struway  | 86' |
| 8          | Centrocampista | Guido Alvarenga     | 66' |
| 10         | Centrocampista | Roberto Acuña       |     |
| 9          | Delantero      | Roque Santa Cruz    |     |
| 11         | Delantero      | Jorge Campos        | 73' |
| Entrenador | Entrenador     | Cesare Maldini      |     |

| 16         | Guardameta     | Andre Arendse   |     |
| 2          | Defensa        | Cyril Nzama     |     |
| 3          | Defensa        | Bradley Carnell |     |
| 4          | Defensa        | Aaron Mokoena   |     |
| 13         | Defensa        | Pierre Issa     | 27' |
| 19         | Defensa        | Lucas Radebe    |     |
| 6          | Centrocampista | MacBeth Sibaya  |     |
| 7          | Centrocampista | Quinton Fortune |     |
| 12         | Centrocampista | Teboho Mokoena  |     |
| 15         | Centrocampista | Sibusiso Zuma   |     |
| 17         | Delantero      | Benni McCarthy  | 78' |
| Entrenador | Entrenador     | Jomo Sono       |     |

| 14 | Centrocampista | Diego Gavilán    | 66' |
| 16 | Centrocampista | Gustavo Morínigo | 73' |
| 17 | Defensa        | Juan Franco      | 86' |

| 9  | Centrocampista | MacDonald Mukansi    | 27' |
| 23 | Delantero      | George Koumantarakis | 78' |

| Anotado | 39' | Roque Santa Cruz | 1:0 |
| Anotado | 55' | Francisco Arce   | 2:0 |

| Anotado         | 63'   | Teboho Mokoena  | 2:1 |
| Anotado · Penal | 90+1' | Quinton Fortune | 2:2 |

| Amonestado | 35'   | Julio César Cáceres |
| Amonestado | 65'   | Denis Caniza        |
| Amonestado | 90'   | Ricardo Tavarelli   |
| Amonestado | 90+3' | Juan Franco         |

| Amonestado | 3'    | Aaron Mokoena  |
| Amonestado | 9'    | Pierre Issa    |
| Amonestado | 38'   | Benni McCarthy |
| Amonestado | 45+2' | Sibusiso Zuma  |

| Árbitro             | Ľuboš Micheľ   |
| Árbitros asistentes | Igor Šramka    |
| Árbitros asistentes | Curtis Charles |
| Cuarto árbitro      | Hugh Dallas    |

| 22         | Guardameta     | Ricardo Tavarelli   |     |
| 2          | Defensa        | Francisco Arce      |     |
| 4          | Defensa        | Carlos Gamarra      |     |
| 5          | Defensa        | Celso Ayala         |     |
| 18         | Defensa        | Julio César Cáceres |     |
| 21         | Defensa        | Denis Caniza        |     |
| 6          | Centrocampista | Estanislao Struway  | 86' |
| 8          | Centrocampista | Guido Alvarenga     | 66' |
| 10         | Centrocampista | Roberto Acuña       |     |
| 9          | Delantero      | Roque Santa Cruz    |     |
| 11         | Delantero      | Jorge Campos        | 73' |
| Entrenador | Entrenador     | Cesare Maldini      |     |

| 16         | Guardameta     | Andre Arendse   |     |
| 2          | Defensa        | Cyril Nzama     |     |
| 3          | Defensa        | Bradley Carnell |     |
| 4          | Defensa        | Aaron Mokoena   |     |
| 13         | Defensa        | Pierre Issa     | 27' |
| 19         | Defensa        | Lucas Radebe    |     |
| 6          | Centrocampista | MacBeth Sibaya  |     |
| 7          | Centrocampista | Quinton Fortune |     |
| 12         | Centrocampista | Teboho Mokoena  |     |
| 15         | Centrocampista | Sibusiso Zuma   |     |
| 17         | Delantero      | Benni McCarthy  | 78' |
| Entrenador | Entrenador     | Jomo Sono       |     |

| 14 | Centrocampista | Diego Gavilán    | 66' |
| 16 | Centrocampista | Gustavo Morínigo | 73' |
| 17 | Defensa        | Juan Franco      | 86' |

| 9  | Centrocampista | MacDonald Mukansi    | 27' |
| 23 | Delantero      | George Koumantarakis | 78' |

| Anotado | 39' | Roque Santa Cruz | 1:0 |
| Anotado | 55' | Francisco Arce   | 2:0 |

| Anotado         | 63'   | Teboho Mokoena  | 2:1 |
| Anotado · Penal | 90+1' | Quinton Fortune | 2:2 |

| Amonestado | 35'   | Julio César Cáceres |
| Amonestado | 65'   | Denis Caniza        |
| Amonestado | 90'   | Ricardo Tavarelli   |
| Amonestado | 90+3' | Juan Franco         |

| Amonestado | 3'    | Aaron Mokoena  |
| Amonestado | 9'    | Pierre Issa    |
| Amonestado | 38'   | Benni McCarthy |
| Amonestado | 45+2' | Sibusiso Zuma  |

| Árbitro             | Ľuboš Micheľ   |
| Árbitros asistentes | Igor Šramka    |
| Árbitros asistentes | Curtis Charles |
| Cuarto árbitro      | Hugh Dallas    |

| Estadísticas      | Bandera de Paraguay | Bandera de Sudáfrica |
| Tiros             | 10                  | 12                   |
| Tiros a puerta    | 8                   | 6                    |
| Faltas            | 13                  | 9                    |
| Saques de esquina | 4                   | 3                    |
| Penaltis          | 0                   | 1 (1)                |
| Fueras de juego   | 3                   | 0                    |
| Posesión de balón | 45%                 | 55%                  |

#### España vs. Paraguay
| 7 de junio, 18:00 | España                                 | 3:1 (0:1) | Paraguay         | Estadio Mundialista, Jeonju                                   |                                                               |
|                   | Morientes 53', 69' · Hierro 83' (pen.) | Reporte   | Puyol 10' (a.g.) | Asistencia: 24 000 espectadores Árbitro(s): Gamal Al-Ghandour | Asistencia: 24 000 espectadores Árbitro(s): Gamal Al-Ghandour |

| 1          | Guardameta     | Iker Casillas        |     |
| 3          | Defensa        | Juanfran             |     |
| 5          | Defensa        | Carles Puyol         |     |
| 6          | Defensa        | Fernando Hierro      |     |
| 20         | Defensa        | Miguel Ángel Nadal   |     |
| 8          | Centrocampista | Rubén Baraja         |     |
| 11         | Centrocampista | Javi de Pedro        |     |
| 17         | Centrocampista | Juan Carlos Valerón  | 85' |
| 21         | Centrocampista | Luis Enrique         | 46' |
| 7          | Delantero      | Raúl                 |     |
| 10         | Delantero      | Diego Tristán        | 46' |
| Entrenador | Entrenador     | José Antonio Camacho |     |

| 1          | Guardameta     | José Luis Chilavert |     |
| 2          | Defensa        | Francisco Arce      |     |
| 4          | Defensa        | Carlos Gamarra      |     |
| 5          | Defensa        | Celso Ayala         |     |
| 18         | Defensa        | Julio César Cáceres |     |
| 21         | Defensa        | Denis Caniza        | 78' |
| 10         | Centrocampista | Roberto Acuña       |     |
| 13         | Centrocampista | Carlos Paredes      |     |
| 14         | Centrocampista | Diego Gavilán       |     |
| 9          | Delantero      | Roque Santa Cruz    |     |
| 20         | Delantero      | José Cardozo        | 63' |
| Entrenador | Entrenador     | Cesare Maldini      |     |

| 4  | Defensa        | Iván Helguera      | 46' |
| 9  | Delantero      | Fernando Morientes | 46' |
| 19 | Centrocampista | Xavi Hernández     | 85' |

| 11 | Delantero      | Jorge Campos       | 63' |
| 6  | Centrocampista | Estanislao Struway | 78' |

| Anotado         | 53' | Fernando Morientes | 1:1 |
| Anotado         | 69' | Fernando Morientes | 2:1 |
| Anotado · Penal | 83' | Fernando Hierro    | 3:1 |

| Anotado · Autogol | 10' | Carles Puyol | 0:1 |

| Amonestado | 9' | Rubén Baraja |

| Amonestado | 44' | Francisco Arce   |
| Amonestado | 60' | Diego Gavilán    |
| Amonestado | 80' | Roque Santa Cruz |

| Árbitro             | Gamal Al-Ghandour  |
| Árbitros asistentes | Wagih Farag        |
| Árbitros asistentes | Brighton Mudzamiri |
| Cuarto árbitro      | Mohamed Guezzaz    |

| 1          | Guardameta     | Iker Casillas        |     |
| 3          | Defensa        | Juanfran             |     |
| 5          | Defensa        | Carles Puyol         |     |
| 6          | Defensa        | Fernando Hierro      |     |
| 20         | Defensa        | Miguel Ángel Nadal   |     |
| 8          | Centrocampista | Rubén Baraja         |     |
| 11         | Centrocampista | Javi de Pedro        |     |
| 17         | Centrocampista | Juan Carlos Valerón  | 85' |
| 21         | Centrocampista | Luis Enrique         | 46' |
| 7          | Delantero      | Raúl                 |     |
| 10         | Delantero      | Diego Tristán        | 46' |
| Entrenador | Entrenador     | José Antonio Camacho |     |

| 1          | Guardameta     | José Luis Chilavert |     |
| 2          | Defensa        | Francisco Arce      |     |
| 4          | Defensa        | Carlos Gamarra      |     |
| 5          | Defensa        | Celso Ayala         |     |
| 18         | Defensa        | Julio César Cáceres |     |
| 21         | Defensa        | Denis Caniza        | 78' |
| 10         | Centrocampista | Roberto Acuña       |     |
| 13         | Centrocampista | Carlos Paredes      |     |
| 14         | Centrocampista | Diego Gavilán       |     |
| 9          | Delantero      | Roque Santa Cruz    |     |
| 20         | Delantero      | José Cardozo        | 63' |
| Entrenador | Entrenador     | Cesare Maldini      |     |

| 4  | Defensa        | Iván Helguera      | 46' |
| 9  | Delantero      | Fernando Morientes | 46' |
| 19 | Centrocampista | Xavi Hernández     | 85' |

| 11 | Delantero      | Jorge Campos       | 63' |
| 6  | Centrocampista | Estanislao Struway | 78' |

| Anotado         | 53' | Fernando Morientes | 1:1 |
| Anotado         | 69' | Fernando Morientes | 2:1 |
| Anotado · Penal | 83' | Fernando Hierro    | 3:1 |

| Anotado · Autogol | 10' | Carles Puyol | 0:1 |

| Amonestado | 9' | Rubén Baraja |

| Amonestado | 44' | Francisco Arce   |
| Amonestado | 60' | Diego Gavilán    |
| Amonestado | 80' | Roque Santa Cruz |

| Árbitro             | Gamal Al-Ghandour  |
| Árbitros asistentes | Wagih Farag        |
| Árbitros asistentes | Brighton Mudzamiri |
| Cuarto árbitro      | Mohamed Guezzaz    |

| Estadísticas      | Bandera de España | Bandera de Paraguay |
| Tiros             | 16                | 9                   |
| Tiros a puerta    | 7                 | 2                   |
| Faltas            | 12                | 19                  |
| Saques de esquina | 5                 | 3                   |
| Penaltis          | 1 (1)             | 0                   |
| Fueras de juego   | 3                 | 2                   |
| Posesión de balón | 55%               | 45%                 |

#### Eslovenia vs. Paraguay
| 12 de junio, 20:30 | Eslovenia      | 1:3 (1:0) | Paraguay                           | Estadio Mundialista, Seogwipo                            |                                                          |
|                    | Ačimovič 45+1' | Reporte   | Cuevas 65', 84' · Jorge Campos 73' | Asistencia: 30 176 espectadores Árbitro(s): Felipe Ramos | Asistencia: 30 176 espectadores Árbitro(s): Felipe Ramos |

| 12         | Guardameta     | Mladen Dabanovič    |     |
| 3          | Defensa        | Željko Milinovič    |     |
| 23         | Defensa        | Muamer Vugdalić     |     |
| 7          | Centrocampista | Džoni Novak         |     |
| 8          | Centrocampista | Aleš Čeh            |     |
| 11         | Centrocampista | Miran Pavlin        | 40' |
| 15         | Centrocampista | Rajko Tavčar        |     |
| 18         | Centrocampista | Milenko Ačimovič    | 62' |
| 19         | Centrocampista | Amir Karić          |     |
| 9          | Delantero      | Milan Osterc        | 77' |
| 21         | Delantero      | Sebastjan Cimirotič |     |
| Entrenador | Entrenador     | Danilo Popivoda     |     |

| 1          | Guardameta     | José Luis Chilavert |     |
| 2          | Defensa        | Francisco Arce      |     |
| 4          | Defensa        | Carlos Gamarra      |     |
| 5          | Defensa        | Celso Ayala         |     |
| 18         | Defensa        | Julio César Cáceres |     |
| 21         | Defensa        | Denis Caniza        |     |
| 8          | Centrocampista | Guido Alvarenga     | 53' |
| 10         | Centrocampista | Roberto Acuña       |     |
| 13         | Centrocampista | Carlos Paredes      |     |
| 9          | Delantero      | Roque Santa Cruz    |     |
| 20         | Delantero      | José Cardozo        | 61' |
| Entrenador | Entrenador     | Cesare Maldini      |     |

| 13 | Delantero      | Mladen Rudonja | 40' |
| 20 | Centrocampista | Nastja Čeh     | 62' |
| 16 | Delantero      | Senad Tiganj   | 77' |

| 11 | Centrocampista | Jorge Campos  | 53'       |
| 23 | Delantero      | Nelson Cuevas | 61' 90+2' |
| 17 | Centrocampista | Juan Franco   | 90+2'     |

| Anotado | 45+1' | Benni McCarthy | 1:0 |

| Anotado | 65' | Nelson Cuevas | 1:1 |
| Anotado | 73' | Jorge Campos  | 1:2 |
| Anotado | 84' | Nelson Cuevas | 1:3 |

| Amonestado | 15' | Miran Pavlin     |
| Amonestado | 68' | Amir Karić       |
| Amonestado | 69' | Mladen Rudonja   |
| Amonestado | 79' | Željko Milinovič |
| Expulsado  | 81' | Nastja Čeh       |

| Amonestado           | 4'  | Carlos Paredes |
| Otorgado · Expulsado | 22' | Carlos Paredes |

| Árbitro             | Felipe Ramos   |
| Árbitros asistentes | Leif Lindberg  |
| Árbitros asistentes | Visva Krishnan |
| Cuarto árbitro      | Kim Young-joo  |

| 12         | Guardameta     | Mladen Dabanovič    |     |
| 3          | Defensa        | Željko Milinovič    |     |
| 23         | Defensa        | Muamer Vugdalić     |     |
| 7          | Centrocampista | Džoni Novak         |     |
| 8          | Centrocampista | Aleš Čeh            |     |
| 11         | Centrocampista | Miran Pavlin        | 40' |
| 15         | Centrocampista | Rajko Tavčar        |     |
| 18         | Centrocampista | Milenko Ačimovič    | 62' |
| 19         | Centrocampista | Amir Karić          |     |
| 9          | Delantero      | Milan Osterc        | 77' |
| 21         | Delantero      | Sebastjan Cimirotič |     |
| Entrenador | Entrenador     | Danilo Popivoda     |     |

| 1          | Guardameta     | José Luis Chilavert |     |
| 2          | Defensa        | Francisco Arce      |     |
| 4          | Defensa        | Carlos Gamarra      |     |
| 5          | Defensa        | Celso Ayala         |     |
| 18         | Defensa        | Julio César Cáceres |     |
| 21         | Defensa        | Denis Caniza        |     |
| 8          | Centrocampista | Guido Alvarenga     | 53' |
| 10         | Centrocampista | Roberto Acuña       |     |
| 13         | Centrocampista | Carlos Paredes      |     |
| 9          | Delantero      | Roque Santa Cruz    |     |
| 20         | Delantero      | José Cardozo        | 61' |
| Entrenador | Entrenador     | Cesare Maldini      |     |

| 13 | Delantero      | Mladen Rudonja | 40' |
| 20 | Centrocampista | Nastja Čeh     | 62' |
| 16 | Delantero      | Senad Tiganj   | 77' |

| 11 | Centrocampista | Jorge Campos  | 53'       |
| 23 | Delantero      | Nelson Cuevas | 61' 90+2' |
| 17 | Centrocampista | Juan Franco   | 90+2'     |

| Anotado | 45+1' | Benni McCarthy | 1:0 |

| Anotado | 65' | Nelson Cuevas | 1:1 |
| Anotado | 73' | Jorge Campos  | 1:2 |
| Anotado | 84' | Nelson Cuevas | 1:3 |

| Amonestado | 15' | Miran Pavlin     |
| Amonestado | 68' | Amir Karić       |
| Amonestado | 69' | Mladen Rudonja   |
| Amonestado | 79' | Željko Milinovič |
| Expulsado  | 81' | Nastja Čeh       |

| Amonestado           | 4'  | Carlos Paredes |
| Otorgado · Expulsado | 22' | Carlos Paredes |

| Árbitro             | Felipe Ramos   |
| Árbitros asistentes | Leif Lindberg  |
| Árbitros asistentes | Visva Krishnan |
| Cuarto árbitro      | Kim Young-joo  |

| Estadísticas      | Bandera de Eslovenia | Bandera de Paraguay |
| Tiros             | 18                   | 20                  |
| Tiros a puerta    | 13                   | 11                  |
| Faltas            | 23                   | 14                  |
| Saques de esquina | 1                    | 9                   |
| Penaltis          | 0                    | 0                   |
| Fueras de juego   | 1                    | 1                   |
| Posesión de balón | 47%                  | 53%                 |

### Octavos de final

#### Alemania vs. Paraguay
En esta fase, Paraguay se topa con otro finalista de ese Mundial, Alemania, quien con un gol al minuto 88 prácticamente al final del partido, acabó con los sueños de Paraguay de escalar a la fase de cuartos de final por primera vez en una Copa Mundial. Pero ganándose el respeto de selecciones como Francia y Alemania, en los dos últimos mundiales.
| 15 de junio, 15:30 | Alemania     | 1:0 (0:0) | Paraguay | Estadio Mundialista, Seogwipo                             |                                                           |
|                    | Neuville 88' | Reporte   |          | Asistencia: 25 176 espectadores Árbitro(s): Carlos Batres | Asistencia: 25 176 espectadores Árbitro(s): Carlos Batres |

| 1          | Guardameta     | Oliver Kahn         |       |
| 2          | Defensa        | Thomas Linke        |       |
| 3          | Defensa        | Marko Rehmer        | 46'   |
| 21         | Defensa        | Christoph Metzelder | 60'   |
| 13         | Centrocampista | Michael Ballack     |       |
| 16         | Centrocampista | Jens Jeremies       |       |
| 19         | Centrocampista | Bernd Schneider     |       |
| 22         | Centrocampista | Torsten Frings      |       |
| 7          | Delantero      | Oliver Neuville     | 90+2' |
| 11         | Delantero      | Miroslav Klose      |       |
| 17         | Delantero      | Marco Bode          |       |
| Entrenador | Entrenador     | Rudi Völler         |       |

| 1          | Guardameta     | José Luis Chilavert |       |
| 2          | Defensa        | Francisco Arce      |       |
| 4          | Defensa        | Carlos Gamarra      |       |
| 5          | Defensa        | Celso Ayala         |       |
| 18         | Defensa        | Julio César Cáceres |       |
| 21         | Defensa        | Denis Caniza        |       |
| 6          | Centrocampista | Estanislao Struway  | 90+1' |
| 10         | Centrocampista | Roberto Acuña       |       |
| 15         | Centrocampista | Carlos Bonet        | 84'   |
| 9          | Delantero      | Roque Santa Cruz    | 29'   |
| 20         | Delantero      | José Cardozo        |       |
| Entrenador | Entrenador     | Cesare Maldini      |       |

| 15 | Centrocampista | Sebastian Kehl | 46'   |
| 4  | Defensa        | Frank Baumann  | 60'   |
| 14 | Delantero      | Gerald Asamoah | 90+2' |

| 11 | Delantero      | Jorge Campos  | 29'   |
| 14 | Centrocampista | Diego Gavilán | 84'   |
| 23 | Delantero      | Nelson Cuevas | 90+1' |

| Anotado | 88' | Oliver Neuville | 1:0 |

| Amonestado | 35'   | Bernd Schneider |
| Amonestado | 71'   | Frank Baumann   |
| Amonestado | 90+2' | Michael Ballack |

| Amonestado | 26'   | Roberto Acuña |
| Amonestado | 50'   | José Cardozo  |
| Expulsado  | 90+2' | Roberto Acuña |

| Árbitro             | Carlos Batres  |
| Árbitros asistentes | Curtis Charles |
| Árbitros asistentes | Dramane Dante  |
| Cuarto árbitro      | Hugh Dallas    |

| 1          | Guardameta     | Oliver Kahn         |       |
| 2          | Defensa        | Thomas Linke        |       |
| 3          | Defensa        | Marko Rehmer        | 46'   |
| 21         | Defensa        | Christoph Metzelder | 60'   |
| 13         | Centrocampista | Michael Ballack     |       |
| 16         | Centrocampista | Jens Jeremies       |       |
| 19         | Centrocampista | Bernd Schneider     |       |
| 22         | Centrocampista | Torsten Frings      |       |
| 7          | Delantero      | Oliver Neuville     | 90+2' |
| 11         | Delantero      | Miroslav Klose      |       |
| 17         | Delantero      | Marco Bode          |       |
| Entrenador | Entrenador     | Rudi Völler         |       |

| 1          | Guardameta     | José Luis Chilavert |       |
| 2          | Defensa        | Francisco Arce      |       |
| 4          | Defensa        | Carlos Gamarra      |       |
| 5          | Defensa        | Celso Ayala         |       |
| 18         | Defensa        | Julio César Cáceres |       |
| 21         | Defensa        | Denis Caniza        |       |
| 6          | Centrocampista | Estanislao Struway  | 90+1' |
| 10         | Centrocampista | Roberto Acuña       |       |
| 15         | Centrocampista | Carlos Bonet        | 84'   |
| 9          | Delantero      | Roque Santa Cruz    | 29'   |
| 20         | Delantero      | José Cardozo        |       |
| Entrenador | Entrenador     | Cesare Maldini      |       |

| 15 | Centrocampista | Sebastian Kehl | 46'   |
| 4  | Defensa        | Frank Baumann  | 60'   |
| 14 | Delantero      | Gerald Asamoah | 90+2' |

| 11 | Delantero      | Jorge Campos  | 29'   |
| 14 | Centrocampista | Diego Gavilán | 84'   |
| 23 | Delantero      | Nelson Cuevas | 90+1' |

| Anotado | 88' | Oliver Neuville | 1:0 |

| Amonestado | 35'   | Bernd Schneider |
| Amonestado | 71'   | Frank Baumann   |
| Amonestado | 90+2' | Michael Ballack |

| Amonestado | 26'   | Roberto Acuña |
| Amonestado | 50'   | José Cardozo  |
| Expulsado  | 90+2' | Roberto Acuña |

| Árbitro             | Carlos Batres  |
| Árbitros asistentes | Curtis Charles |
| Árbitros asistentes | Dramane Dante  |
| Cuarto árbitro      | Hugh Dallas    |

| Estadísticas      | Bandera de Alemania | Bandera de Paraguay |
| Tiros             | 20                  | 9                   |
| Tiros a puerta    | 6                   | 3                   |
| Faltas            | 13                  | 25                  |
| Saques de esquina | 5                   | 1                   |
| Penaltis          | 0                   | 0                   |
| Fueras de juego   | 1                   | 7                   |
| Posesión de balón | 58%                 | 42%                 |